# Joan Lui
«Joan Lui» — студійний альбом італійського співака та кіноактора Адріано Челентано, що вийшов у листопаді 1985 року під лейблами «Clan Celentano» i «TELDEC».

## Про альбом
Альбом вважається маловідомим у творчості Адріано Челентано, він містив саундтреки до однойменного фільму «Джоан Луй» 1985 року. Режисером, сценаристом фільму був Челентано. Сюжет картини розповідав про Месію — Джоана Луя, посланого вдруге на Землю незадовго до кінця світу. Челентано зіграв головну роль — персонажа на ім'я «Джоан Луй».
Обкладинкою альбому послужив презентаційний плакат фільму «Джоан Луй». Також оригінальне видання містило буклет з кадрами до фільму і текстами до пісень.
Альбом виконаний у стилі поп-року і синті-попу, який характерний для альбомів Челентано 1980-х років. Сінті-поп був частиною модної для того часу музичної течії — нової хвилі. Альбом вийшов накладом 500 000 копій і посів 4 позицію в чарті Італії у 1986 році.
Крім Челентано, в альбом співали й інші виконавці: дружина співака Клаудія Морі виконала пісню «La prima stella», а Ріта Расік у композиції «Sex Without Love». Челентано взяв участь у написанні більшості пісень альбому, крім останньої композиції «La prima stella». Аранжування до альбому створив Пінуччіо Піраццолі.
Також у записі альбому взяли участь «Ритмічний оркестр Мілану» («Orchestra Ritmica di Milano»), «Міланський хор хлопчиків» («Coro dei ragazzi di Milano») і «Симфонічний хор театру Ла Скала» («Coro Sinfonico della Scala di Milano»). Альбом записувався у студіях «Bach Studio» в Мілані і у «Air Studio» в Гальб'яте.
Спочатку фірма «Clan Celentano» випускала альбом в Італії на LP-платівках у 33 оберти. У Німеччині альбом вийшов у 1985 році як на LP, так і на CD під лейблом «TELDEC». З 1996 року в Італії виходило ремастоване перевидання альбому на CD.
Шість пісень з альбому випускалися на LP у 45 обертів як сингли: в Італії вийшла платівка з композиціями «L'Uomo Perfetto», «La prima stella», «Mistero» і «Il Tempio» у 1985 році. В Німеччині у 1986 році вийшли як сингли «L'Uomo Perfetto», «Lunedi», «Mistero» і «Splendida E Nuda».

## Трек-лист
Сторона «А»
| #  | Назва                                                         | Автор                                                               | Тривалість |
| -- | ------------------------------------------------------------- | ------------------------------------------------------------------- | ---------- |
| 1. | «L'uomo perfetto» (Досконала людина)                          | Адріано Челентано, Пінуччіо Піраццолі, Ронні Джексон                | 4:58       |
| 2. | «Sex Without Love» (Секс без любові (співає Ріта Чеккі Горі)) | Адріано Челентано, Паоло Стеффан, Пінуччіо Піраццолі, Ронні Джексон | 3:04       |
| 3. | «Il tempio» (Храм)                                            | Адріано Челентано                                                   | 5:43       |
| 4. | «Mistero» (Таємниця)                                          | Адріано Челентано, Джино Сантерколе                                 | 6:00       |
| 5. | «Lunedì» (Понеділок)                                          | Адріано Челентано, Пінуччіо Піраццолі, Ронні Джексон                | 4:43       |

Сторона «Б»
| #     | Назва                                                 | Автор                                                | Тривалість |
| ----- | ----------------------------------------------------- | ---------------------------------------------------- | ---------- |
| 6.    | «Qualcosa nascerà» (Щось народиться)                  | Адріано Челентано, Пінуччіо Піраццолі, Ронні Джексон | 6:17       |
| 7.    | «Splendida e nuda» (Чудова і гола)                    | Адріано Челентано                                    | 5:45       |
| 8.    | «L'ora è giunta» (Прийшов час)                        | Адріано Челентано, Пінуччіо Піраццолі, Ронні Джексон | 8:19       |
| 9.    | «La prima stella» (Перша зірка (співає Клаудія Морі)) | Клаудія Морі, Пінуччіо Піраццолі, Ронні Джексон      | 4:16       |
| 49:00 |                                                       |                                                      |            |

## Творча група
- Вокал — Адріано Челентано, Клаудія Морі, Ріта Чеккі Горі;
- Аранжування — Пінуччіо Піраццолі;
- Інженери — Ліно Кастріотта, Маріо Лавалло, Ніно Лоріо;
- Звукозапис — DD;
- Фотографи — Артуро Ді Філіппо, Ренато Касаро;
- Продюсери — Мікі Дель Прете, Пінуччіо Піраццолі, Рональд Джексон.

## Ліцензійні видання
Альбом (LP у 33 оберти і CD)
| Назва                             | Лейбл                          | Номер                     | Країна    | Рік      |
| --------------------------------- | ------------------------------ | ------------------------- | --------- | -------- |
| Joan Lui (LP, Album, Gat)         | Clan Celentano                 | CLN 20485                 | Італія    | 1985     |
| Joan Lui (Soundtrack) (LP, Album) | TELDEC                         | 6.26336 AP                | Німеччина | 1985     |
| Joan Lui Soundtrack (CD, Album)   | TELDEC                         | 6.26336 AP                | Німеччина | 1985     |
| Joan Lui (Cass)                   | не вказано                     | відсутній                 | Італія    | 1985     |
| Joan Lui (LP, Album)              | Balet                          | CLN20485                  | Туреччина | 1985     |
| Joan Lui (CD, Album, RE)          | Clan Celentano, Clan Celentano | CLCD 344262, 74321 344262 | Італія    | 1996     |
| Joan Lui (CD, Album, RE)          | Clan Celentano, S4             | CLN 20322, 4971612        | Італія    | 2002     |
| Joan Lui (CD, Album, RE)          | Universal                      | CLN 2032                  | Італія    | 2012     |
| Joan Lui (CD, Album, RE)          | Clan Celentano                 | SP 60992                  | Італія    | невідомо |
| Joan Lui (Cass, Album)            | Clan Celentano, Sony Music     | 497161 4                  | Україна   | невідомо |

Сингли з альбому (LP у 45 обертів)
| Назва                                   | Лейбл          | Номер               | Країна    | Рік  |
| --------------------------------------- | -------------- | ------------------- | --------- | ---- |
| L'Uomo Perfetto/Lunedi (7", Single)     | TELDEC, TELDEC | 6.14614, 6.14614 AC | Німеччина | 1986 |
| L'Uomo Perfetto/Il Tempio (7", Jukebox) | Clan Celentano | YD 701              | Італія    | 1985 |
| Mistero/Splendida E Nuda (7")           | TELDEC         | 6.14660             | Німеччина | 1986 |